# N142 (België)
De N142 is een gewestweg in Geel in de Belgische provincie Antwerpen en heet vanaf het Sint-Dimphnaplein tot aan het kruispunt met de N126 'Gasthuisstraat'. Na het kruispunt heeft de weg nog de volgende namen: Fehrenbachstraat en Waterstraat. Deze weg vormt de verbinding tussen de N19 richting Westerlo, Aarschot en Leuven en de N118 richting Retie en Arendonk.
De totale lengte van de N142 bedraagt ruim 1 kilometer.